# Eğerci (Gemerek)
Eğerci is een Turks dorp in het district Gemerek in de provincie Sivas.